# کوهندورف
کوهندورف (به آلمانی: Kühndorf) یک شهر در آلمان است که در اشمالکالدن-ماینینگن واقع شده‌است. کوهندورف ۱٬۰۹۷ نفر جمعیت دارد.